# Pentateuco samaritano

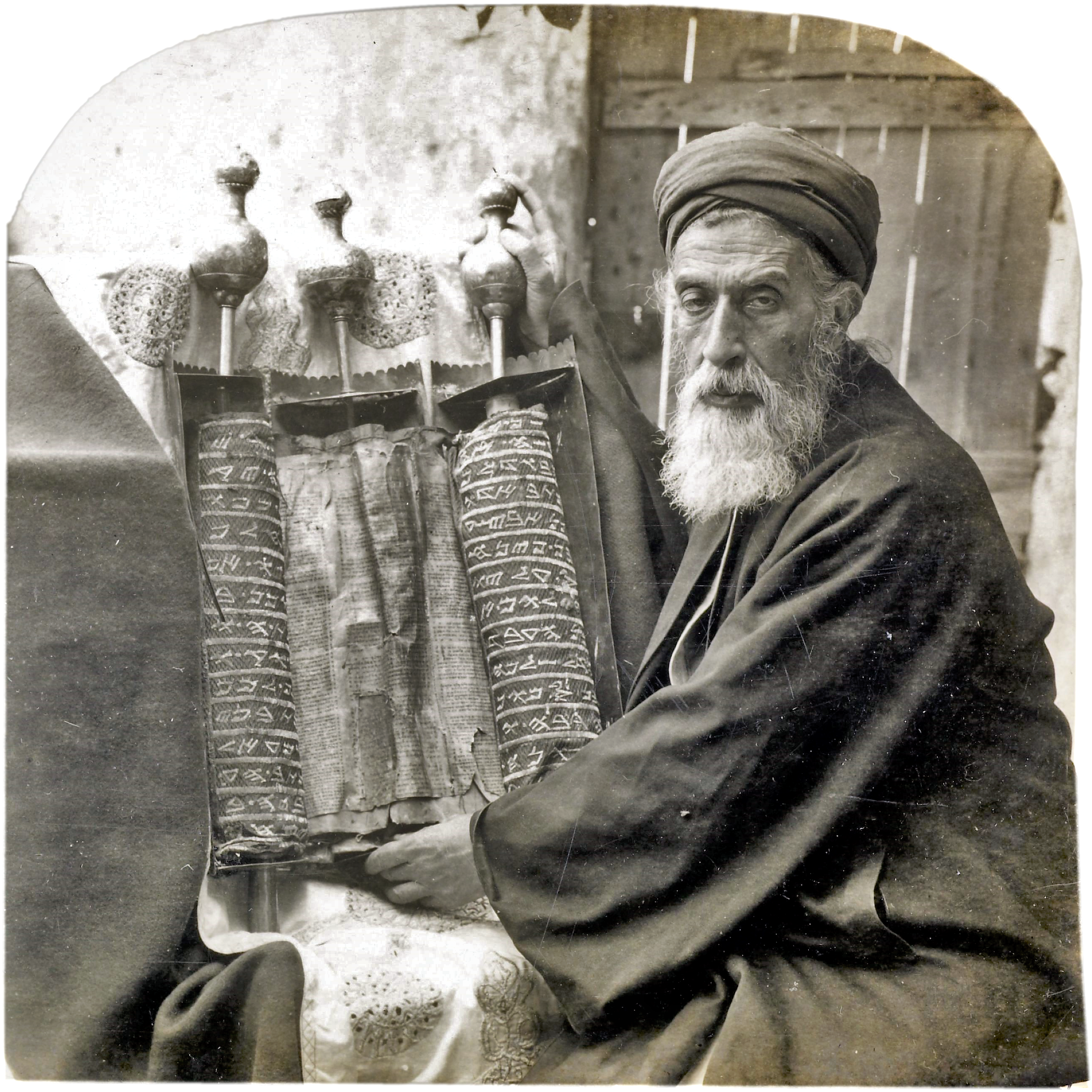
Un Sumo Sacerdote samaritano y el Pentateuco antiguo, 1905

El Pentateuco samaritano, a veces llamado Torá samaritana (en hebreo: תורה שומרונית torah shomroniyt) es una versión del Pentateuco en idioma hebreo, los primeros cinco libros de la biblia, usada por los samaritanos.
Los eruditos consultan el Pentateuco samaritano cuando tratan de determinar el significado del texto del Pentateuco original para continuar el desarrollo de las familias textuales. Algunos de los manuscritos del Mar Muerto han sido identificados como un tipo-textual de Pentateuco proto-samaritano.
Las prácticas samaritanas están basadas en su versión de los cinco libros de Moisés, los cuales son un poco diferentes del Texto Masorético o del texto de la Septuaginta griega. Algunas diferencias son menores, como la edad de diferentes personas mencionadas en la genealogía, mientras otras son mayores, como el mandamiento de ser monógamos, que aparece en el texto samaritano (Léase Lev 18:18).
Se le ha dado especial importancia al Rollo de Abisúa, que es utilizado en la Sinagoga samaritana de Nablus. Los samaritanos afirman que fue escrito por Abisúa, el biznieto de Aarón (1 Crónicas 6:50) trece años después de la entrada a la tierra de Israel bajo el liderazgo de Josué, hijo de Nun. Los eruditos modernos, sin embargo, han observado que el rollo parece incluir residuos de trabajo por escribas diferentes de diferentes siglos, con el texto más antiguo fechado al siglo XII de nuestra era.

## Antecedentes

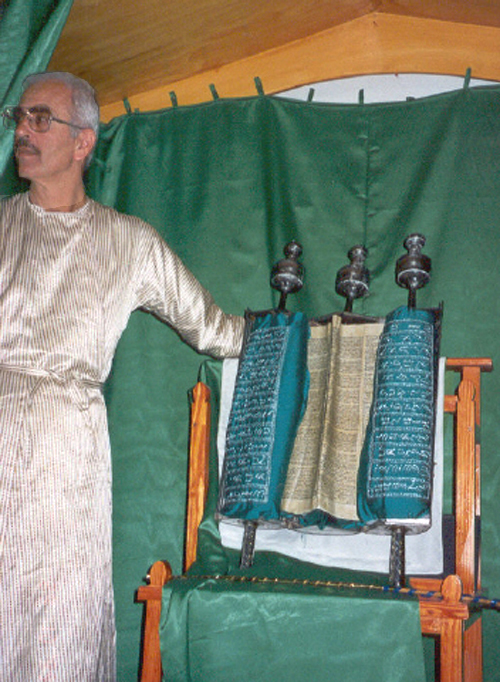
Un samaritano y el Torá samaritano.

Los samaritanos afirman que ellos son descendientes del Reino de Israel del norte, que había sido dividido con el Reino de Judá del sur después de la muerte del Rey Salomón (ver 1 Reyes 12). El reino del norte fue conquistado por los asirios, y el del sur por los babilonios.
Los judíos aceptan solo en parte esta historia del origen samaritano, basándose en el relato de 2 Reyes 17:24-41, y sostienen que los habitantes del Reino de Israel se habrían mestizado con los gentiles asirios después de su deportación.
Los samaritanos rechazan el Talmud y usan sus tradiciones orales propias, que han sido pasadas a través de las generaciones y las que ellos creen que es la práctica original que Moisés enseñó a los niños de Israel en el Monte Sinaí. Allí ha habido numerosos conflictos entre judíos y samaritanos en la historia.

## Diferencias con el texto masorético

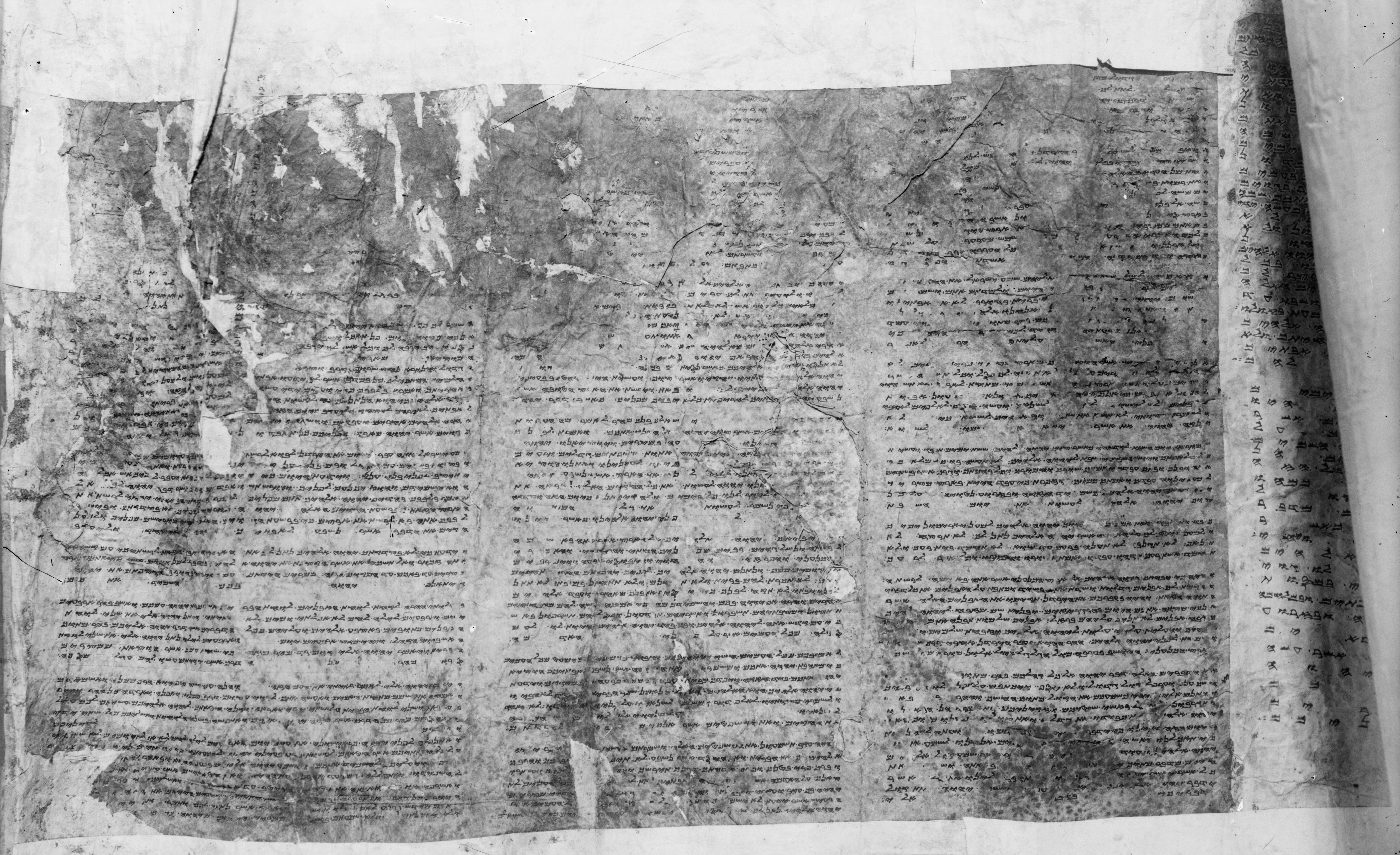
Detail of Samaritan Pentateuch

El Pentateuco samaritano está escrito en el idioma hebreo, pero en el alfabeto samaritano, este difiere de alfabeto hebreo, y fue la forma en general usada antes del cautiverio de Babilonia. Existen otras peculiaridades en la escritura. Frank Moore Cross (1966) considera que las formas arcaicas y las formas pseudo-arcaicas apuntan a fechas macabeas.
Se afirmó que hay diferencias significativas entre las versiones hebreas y samaritanas en las lecturas de varias oraciones. En alrededor de dos mil de las seis mil instancias en las que le texto samaritano y el judío (texto masorético) difieren, la Septuaginta (LXX) coincide con el samaritano. Por ejemplo, Éxodo 12:40 en el samaritano y en la LXX se lee:
"Y la morada de los hijos de Israel y sus padres que habían morado en la tierra de Canaán y en Egipto fue de cuatrocientos treinta años".
En el Texto Masorético, el pasaje se lee:
"Y la morada de los hijos de Israel, que moraron en Egipto, fue de cuatrocientos treinta años." (Éxodo 12:40 HE)
La versión samaritana de los Diez Mandamientos les ordena construir el altar en el Monte Guerizín, que sería el lugar en el que todos los sacrificios deberían ser ofrecidos.
En 1616 comenzó un interés más alto en el Pentateuco samaritano, cuando el viajero Petro della Valle trajo una copia del texto de Damasco. En consecuencia, se trajeron otras copias a Europa, después a América. En 1645 fue publicada una copia del texto en la políglota de Le Jay (París) por Jean Morin, un Jesuita convertido del calvinismo al catolicismo, quien creía que la Septuaginta y el texto samaritano eran superiores al texto hebreo masorético. Fue republicado otra vez en la políglota de Walton en 1657.
La evaluación erudita del Pentateuco samaritano ha cambiado después del descubrimiento de los rollos del Mar Muerto, algunos de los cuales muestran un texto que corresponde estrechamente al texto del Pentateuco samaritano. Esto muestra que, aparte de las claras referencias samaritanas para la adoración de Dios en el Monte Guerizín, la diferencia en esa fecha entre las versiones samaritanas y no samaritanas no estaba tan clara como se pensaba anteriormente.

## Apoyo del texto samaritano
Algunos eruditos bíblicos han sostenido que la lectura de Guerizín es realmente la lectura original, ya que es la montaña para proclamar bendiciones, y ella es muy verde y rica en vegetación (contraria al Mt. Ebal, que es estéril y la montaña para proclamar maldiciones), entre otros argumentos.

También Benjamin Kennicott sostuvo que la versión hebrea no puede ser más auténtica solo porque es la versión hebrea:
"Vemos entonces que a medida que la evidencia de un texto destruye la evidencia de otro y, como existe, de hecho, la autoridad de versiones en oposición a la autoridad de versiones sin argumentos exactos o más bien sin argumentos en absoluto, estos se pueden sacar de aquí para corregir la corrupción en ambos lados".
El erudito James H. Charlesworth ha publicado un manuscrito del Mar Muerto del texto de Deuteronomio que contiene la lectura samaritana.

## Apoyo del texto masorético
Un fragmento de los rollos del Mar Muerto — conocido como 4Q41(981) — de Deuteronomio 5:1-25 no contiene ninguna referencia al Monte Gerizim, pero sí al Monte Ebal del texto masorético.
El texto masorético es neutral con respecto al "lugar de adoración" en lugar de estar inclinado hacia el punto de vista de los judíos (que Jerusalén es el "lugar electo"). Por otro lado el texto samaritano se inclina específicamente hacia el Monte Guerizim, de acuerdo a la opinión de los samaritanos.
El Nuevo Testamento esta de acuerdo con la versión masorética designando a Jerusalén como el "lugar electo".